# Schlotheimia sublaxa
Schlotheimia sublaxa är en bladmossart som beskrevs av Georg Ernst Ludwig Hampe 1874. Schlotheimia sublaxa ingår i släktet Schlotheimia och familjen Orthotrichaceae. Inga underarter finns listade i Catalogue of Life.